# Borboropactus bituberculatus
Borboropactus bituberculatus är en spindelart som beskrevs av Simon 1884. Borboropactus bituberculatus ingår i släktet Borboropactus och familjen krabbspindlar. Inga underarter finns listade.